# Дом Бинга
Дом Бинга — нетривиальный пример стягиваемого двумерного комплекса вложенного в 3-мерное пространство.
Построен Бингом.

## Описание
Дом Бинга имеет две комнаты: верхнюю и нижнюю.
Вход в верхнюю комнату — снизу дома, сквозь вертикальный туннель, проходящий сквозь нижнюю комнату.
Аналогично, вход в нижнюю комнату — сверху дома, и идёт сквозь вертикальный туннель, проходящий сквозь верхнюю комнату.
Дополнительно в каждой комнате есть стенка, идущая от туннеля до стены дома;
эта стенка не разделяет комнату, для того чтобы подойти к стенке с другой стороны требуется обойти туннель.
Все стенки комнат и туннелей являются многоугольниками (большая часть из них прямоугольники).

## Свойства
- Дом Бинга вкладывается в 3-мерный куб.
  - Более того, образ этого вложения является деформационным ретрактом куба